# Správní obvod obce s rozšířenou působností Domažlice
Správní obvod obce s rozšířenou působností Domažlice je od 1. ledna 2003 jedním ze dvou správních obvodů rozšířené působnosti obcí v okrese Domažlice v Plzeňském kraji. Čítá 58 obcí.
Města Domažlice, Kdyně a Poběžovice jsou obcemi s pověřeným obecním úřadem.

## Seznam obcí
Poznámka: Města jsou vyznačena tučně, městyse kurzívou.
- Babylon
- Bělá nad Radbuzou
- Brnířov
- Česká Kubice
- Díly
- Domažlice
- Drahotín
- Draženov
- Hora Svatého Václava
- Hostouň
- Hradiště
- Hvožďany
- Chocomyšl
- Chodov
- Chodská Lhota
- Chrastavice
- Kanice
- Kaničky
- Kdyně
- Klenčí pod Čerchovem
- Koloveč
- Kout na Šumavě
- Libkov
- Loučim
- Luženičky
- Mezholezy
- Milavče
- Mnichov
- Mrákov
- Mutěnín
- Nemanice
- Němčice
- Nevolice
- Nová Ves
- Nový Kramolín
- Otov
- Pařezov
- Pasečnice
- Pec
- Pelechy
- Poběžovice
- Pocinovice
- Postřekov
- Rybník
- Spáňov
- Srbice
- Stráž
- Tlumačov
- Trhanov
- Úboč
- Újezd
- Únějovice
- Úsilov
- Vlkanov
- Všepadly
- Všeruby
- Zahořany
- Ždánov

## Obyvatelstvo
| Rok  | Obyv.  | ± %    |
| ---- | ------ | ------ |
| 1869 | 67 724 | —      |
| 1880 | 69 929 | +3,3 % |
| 1890 | 68 186 | −2,5 % |
| 1900 | 68 590 | +0,6 % |
| 1910 | 71 748 | +4,6 % |

| Rok  | Obyv.  | ± %     |
| ---- | ------ | ------- |
| 1921 | 69 530 | −3,1 %  |
| 1930 | 67 896 | −2,4 %  |
| 1950 | 40 451 | −40,4 % |
| 1961 | 38 413 | −5 %    |
| 1970 | 38 195 | −0,6 %  |

| Rok  | Obyv.  | ± %    |
| ---- | ------ | ------ |
| 1980 | 39 269 | +2,8 % |
| 1991 | 38 832 | −1,1 % |
| 2001 | 39 243 | +1,1 % |
| 2011 | 39 708 | +1,2 % |
| 2021 | 39 322 | −1 %   |